# ژان لوک لامبورد
ژان لوک لامبورد (فرانسوی: Jean-Luc Lambourde‎؛ زادهٔ ۱۰ آوریل ۱۹۸۰) بازیکن فوتبال اهل فرانسه است.

## تیم ملی
وی همچنین در تیم ملی فوتبال گوادلوپ بازی کرده‌است.